# Suphisellus insularis
Suphisellus insularis är en skalbaggsart som först beskrevs av Sharp 1882.  Suphisellus insularis ingår i släktet Suphisellus och familjen grävdykare. Inga underarter finns listade i Catalogue of Life.